# Terebovlia
Terebovlia (tiếng Ukraina: Теребовля) là một thành phố của Ukraina. Thành phố này thuộc tỉnh Ternopil. Thành phố này có diện tích ? km², dân số theo điều tra dân số năm 2001 là 13.661 người.